# Steinkreis von Yockenthwaite
Der bronzezeitliche Steinkreis von Yockenthwaite liegt in Yockenthwaite, nordwestlich von Kettlewell, im Westen von North Yorkshire in England.

## Lage und Größe
Der Ring liegt am Nordufer des Oberlaufs des Wharfe, eines Flusses in den Yorkshire Dales, der für die prähistorischen Bewohner bedeutsam war. Der Dales Way, ein Fernwanderweg durch das Wharfe-Tal, führt am Steinkreis vorbei.
Der Ring ist leicht oval und mit 7,0 auf 6,5 m Durchmesser relativ klein. Er besteht aus 24 Steinen mit den Überresten eines äußeren Kreissegments im Nordwesten und Lücken im Nord- und Südosten, wo Steine fehlen. Die massiven Kreissteine sind meist nicht höher als einen halben Meter. Eine Outlier liegt etwa 6 Meter nach Südosten, weitere Steine befinden sich weiter im Westen.

## Deutung
Der Kreis ist vermutlich ein Steinkreis im spezielleren Sinne, also ein eigenständiges Objekt und nicht lediglich eine Einfassung für etwas Innenliegendes. Es könnte sich allerdings auch um den Überrest der Einfassung eines Ring Cairns handeln. 